# H. L. Gold
Horace Leonard „H. L.” Gold  (n. 26 aprilie 1914, Montréal, provincia Québec, Canada – d. 21 februarie 1996, Laguna Beach⁠(d), Comitatul Bay, Florida, SUA) a fost un scriitor și editor de literatură științifico-fantastică. Născut în Canada, Gold s-a mutat în Statele Unite ale Americii la vârsta de doi ani. El a fost cel mai recunoscut pentru că a venit cu o abordare inovatoare și proaspătă în științifico-fantastic în timp ce era editor al revistei Galaxy Science Fiction. El a scris, de asemenea, pentru DC Comics.
 

## Lucrări scrise

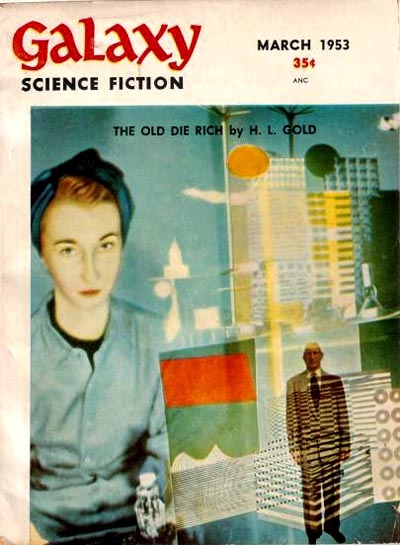
"The Old Die Rich" pe coperta revistei Galaxy Science Fiction din martie 1953

### Povestiri
- "Inflexure", Astounding Science Fiction (octombrie 1934)
- "Trouble with Water" (1939)
- "The Old Die Rich", Galaxy Science Fiction (martie 1953)
- "Someone to Watch Over Me" (cu Floyd Gold), Galaxy Science Fiction (octombrie 1959)
- "Inside Man", Galaxy Science Fiction, octombrie 1965
- "The Transmogrification of Wamba's Revenge", Galaxy, octombrie 1967
- "The Riches of Embarrassment", Galaxy, aprilie 1968
- "The Villains from Vega IV" (cu E. J. Gold), Galaxy, octombrie 1968
- "And Three to Get Ready"
- "At the Post"
- "Don't Take It to Heart"
- "Hero"
- "Love in the Dark"
- "Man of Parts"
- "The Man with English"
- "No Charge for Alterations"
- "Problem in Murder"
- "Trouble with Water"

### Romane
- A Matter of Form (1938)
- None But Lucifer (cu L. Sprague de Camp) (1939)

### Colecții
- The Old Die Rich (1955)

## Legături externe
- Lucrări de H. L. Gold la Proiectul Gutenberg
- Opere de sau despre H. L. Gold la Internet Archive
- Lucrări de H. L. Gold la LibriVox (cărți audio aflate în domeniul public)
- H. L. Gold la Internet Speculative Fiction Database

## Vezi și
- Listă de editori de literatură științifico-fantastică
- Istoria științifico-fantasticului